# DFB-Pokal der Frauen 2006-2007
La DFB-Pokal der Frauen 2006-2007 è stata la 27ª edizione della Coppa di Germania, organizzata dalla federazione calcistica della Germania (Deutscher Fußball-Bund - DFB) e riservata alle squadre femminili che partecipano ai campionati di primo e secondo livello, oltre a una selezione di squadre provenienti dalla Regionalliga a completamento organico, per un totale di 55 società.
La finale si è svolta all'Olympiastadion di Berlino il 26 maggio 2007, ed è stata vinta dal 1. FFC Francoforte per la sesta volta nella sua storia sportiva superando le avversarie del 2001 Duisburg, alla loro prima finale di Coppa, ai calci di rigore, dopo che i tempi supplementari si erano chiusi in parità con una rete per parte.

## Secondo turno
Dopo il sorteggio per gli abbinamenti effettuato il 18 settembre 2006, gli incontri del secondo turno si sono svolti il 22 ottobre 2006. Il Lütgendortmund ha nuovamente eliminato una squadra di seconda divisione dalla competizione. Altrimenti non ci sono state sorprese al secondo turno. Il campione in carica Turbine Potsdam ha perso 3-2 contro l'FCR 2001 Duisburg davanti al pubblico di casa.
| Squadra 1          | Risultato   | Squadra 2           |
| ------------------ | ----------- | ------------------- |
| Lütgendortmund     | 2 - 1 (dts) | SuS Timmel          |
| Turbine Potsdam    | 2 - 3       | 2001 Duisburg       |
| Amburgo            | 5 - 0       | Wattenscheid 09     |
| Lokomotive Lipsia  | 0 - 5       | SG Essen-Schönebeck |
| Victoria Gersten   | 2 - 1       | Holstein Kiel       |
| Wolfsburg          | 4 - 1       | Heike Rheine        |
| Gütersloh          | 9 - 0       | TSV Jahn Caldenl    |
| Herforder          | 1 - 2       | TeBe Berlino        |
| Weinberg           | 0 - 3       | Saarbrücken         |
| Dirmingen          | 1 - 3 (dts) | Sand                |
| Jügesheim          | 2 - 4 (dts) | Jena                |
| 1. FFC Francoforte | 4 - 0       | Brauweiler Pulheim  |
| Friburgo           | 4 - 2       | Sindelfingen        |
| Crailsheim         | 6 - 0       | Wacker Monaco       |
| TuS Köln rrh.      | 4 - 0       | Karlsruher          |
| Bayern Monaco      | 2 - 1       | Bad Neuenahr        |

## Ottavi di finale
Gli ottavi di finale si sono giocati il 19 novembre 2006. La serie di vittorie consecutive del club di terza divisione Lütgendortmund si è conclusa dopo i tempi supplementari contro il Tennis Borussia Berlino. Sorprendentemente, il leader della 2ª Bundesliga North FC Gütersloh 2000 ha perso contro l'SC Sand del gruppo meridionale.
| Squadra 1           | Risultato       | Squadra 2          |
| ------------------- | --------------- | ------------------ |
| Lütgendortmund      | 1 - 3 (dts)     | TeBe Berlino       |
| Crailsheim          | 1 - 0           | Friburgo           |
| Jena                | 1 - 4           | Saarbrücken        |
| Wolfsburg           | 0 – 0 (5-4 dtr) | Bayern Monaco      |
| Amburgo             | 0 - 3           | 1. FFC Francoforte |
| SG Essen-Schönebeck | 10 - 0          | TuS Köln rrh.      |
| Gütersloh           | 1 - 3 (dts)     | Sand               |
| Victoria Gersten    | 0 - 6           | 2001 Duisburg      |

## Quarti di finale
I quarti di finale si sono giocati il 17 dicembre 2006. Non ci sono state sorprese. L'1. FFC Francoforte ha chiaramente prevalso contro il Sand, club di seconda divisione. L'SG Essen-Schönebeck ha raggiunto le semifinali per la prima volta. Con il Saarbrücken una squadra di seconda divisione ha raggiunto gli ottavi di finale.
| Squadra 1          | Risultato | Squadra 2           |
| ------------------ | --------- | ------------------- |
| TeBe Berlino       | 1 - 2     | Saarbrücken         |
| Crailsheim         | 0 - 4     | SG Essen-Schönebeck |
| 1. FFC Francoforte | 9 - 0     | Sand                |
| Wolfsburg          | 0 - 2     | 2001 Duisburg       |

## Semifinali
Le partite si sono svolte l'8 aprile 2007 (domenica di Pasqua). Il derby della Ruhr tra Essen e Duisburg è stato trasmesso in diretta dalla televisione WDR. È stata la prima trasmissione in diretta di una semifinale.
| Squadra 1           | Risultato   | Squadra 2     |
| ------------------- | ----------- | ------------- |
| 1. FFC Francoforte  | 4 - 0       | Saarbrücken   |
| SG Essen-Schönebeck | 1 - 5 (dts) | 2001 Duisburg |

## Finale
| Arbitro: | Moiken Jung (Worms) |

|                               |                      |                       |
| Lingor 3’ (rig.)              | Marcatori            | 45’ Fuss              |
| Prinz Smisek Hansen Wimbersky | Tiri di rigore 4 – 1 | Martini Fuss Hanebeck |

### Formazioni
| 1. FFC Francoforte     |  |                    |  |     |
|                        |  |                    |  |     |
| P                      |  | Ursula Holl        |  |     |
| D                      |  | Judith Affeld      |  | 71’ |
| D                      |  | Steffi Jones       |  |     |
| D                      |  | Tina Wunderlich    |  |     |
| C                      |  | Kerstin Garefrekes |  |     |
| C                      |  | Renate Lingor      |  | 56’ |
| C                      |  | Saskia Bartusiak   |  |     |
| C                      |  | Pia Wunderlich     |  | 80’ |
| A                      |  | Sandra Smisek      |  |     |
| A                      |  | Birgit Prinz       |  |     |
| A                      |  | Petra Wimbersky    |  |     |
| Sostituzioni:          |  |                    |  |     |
| D                      |  | Katrin Kliehm      |  | 71’ |
| C                      |  | Meike Weber        |  | 56’ |
| C                      |  | Louise Hansen      |  | 80’ |
| Allenatore:            |  |                    |  |     |
| Hans-Jürgen Tritschoks |  |                    |  |     |

| 2001 Duisburg  |   |                   |             |         |
|                |   |                   |             |         |
| P              | 1 | Kathrin Längert   |             | 90’     |
| D              |   | Anne van Bonn     |             |         |
| D              |   | Annike Krahn      |             |         |
| D              |   | Sonja Fuss        |             |         |
| D              |   | Corina Schröder   |             |         |
| C              |   | Vanessa Martini   |             |         |
| C              |   | Fatmire Bajramaj  |             |         |
| C              |   | Patricia Hanebeck |             |         |
| C              |   | Nicola Bender     | Ammonizione |         |
| A              |   | Simone Laudehr    |             | 12’     |
| A              |   | Inka Grings       |             |         |
| Sostituzioni:  |   |                   |             |         |
| P              |   | Lena Hohlfeld     |             | 90’     |
| A              |   | Verena Hagedorn   |             | 12’ 81’ |
| A              |   | Viola Odebrecht   |             | 81’     |
| Allenatore:    |   |                   |             |         |
| Thomas Obliers |   |                   |             |         |